# Mistrzostwa Świata w Biegach Przełajowych 2000
28. Mistrzostwa Świata w Biegach Przełajowych – zawody lekkoatletyczne, które odbyły się 18 - 19 marca 2000 roku w Vilamoura, w Portugalii.

## Rezultaty

### Seniorzy (długi dystans)

#### Indywidualnie
| Medal  | Zawodnik         | Czas      |
| Złoto  | Mohammed Mourhit | 35:00 min |
| Srebro | Assefa Mezgebu   | 35:01 min |
| Brąz   | Paul Tergat      | 35:02 min |

#### Drużynowo
| Medal  | Zawodnik                                                                                    | 'Punkty |
| Złoto  | Kenia Paul Tergat (3) Patrick Ivuti (4) Wilberforce Talel (5) Paul Koech (6)                | 18 pkt  |
| Srebro | Etiopia Assefa Mezgebu (2) Lemma Alemayehu (16) Tesfaye Tola (23) Ambesse Tolosa (27)       | 68 pkt  |
| Brąz   | Portugalia Eduardo Henriques (10) Domingos Castro (12) António Pinto (22) Paulo Guerra (25) | 69 pkt  |

### Seniorzy (krótki dystans)

#### Indywidualnie
| Medal  | Zawodnik             | Czas      |
| Złoto  | John Kibowen         | 11:11 min |
| Srebro | Sammy Kipketer       | 11:12 min |
| Brąz   | Paul Malakwen Kosgei | 11:15 min |

#### Drużynowo
| Medal  | Zawodnik                                                                                     | Punkty |
| Złoto  | Kenia John Kibowen (1) Sammy Kipketer (2) Paul Malakwen Kosgei (3) Leonard Mucheru Maina (4) | 10 pkt |
| Srebro | Etiopia Hailu Mekonnen (6) Abiyote Abate (11) Dagne Alemu (14) Million Wolde (15)            | 46 pkt |
| Brąz   | Maroko Mohamed Saïd El Wardi (8) Ali Ezzine (13) Aziz Driouche (18) Youssef Baba (29)        | 68 pkt |

### Juniorzy

#### Indywidualnie
| Medal  | Zawodnik                  | Czas      |
| Złoto  | Robert Kipkorir Kipchumba | 22:49 min |
| Srebro | Duncan Lebo               | 22:52 min |
| Brąz   | John Cheruiyot Korir      | 22:55 min |

#### Drużynowo
| Medal  | Zawodnik | Punkty |
| Złoto  | Kenia    | 10 pkt |
| Srebro | Etiopia  | 47 pkt |
| Brąz   | Uganda   | 68 pkt |

### Kobiety (długi dystans)

#### Indywidualnie
| Medal  | Zawodnik        | Czas      |
| Złoto  | Derartu Tulu    | 25:42 min |
| Srebro | Gete Wami       | 25:48 min |
| Brąz   | Susan Chepkemei | 25:50 min |

#### Drużynowo
| Medal  | Zawodnik                                                                                     | Punkty |
| Złoto  | Etiopia Derartu Tulu (1) Gete Wami (2) Merima Denboba (8) Ayelech Worku (9)                  | 20 pkt |
| Srebro | Kenia Susan Chepkemei (3) Lydia Cheromei (4) Leah Malot (6) Ruth Kutol (10)                  | 23 pkt |
| Brąz   | USA Deena Drossin (12th) Jennifer Rhines (13th) Rachel Sauder (36th) Kimberly Fitchen (37th) | 98 pkt |

### Kobiety (krótki dystans)

#### Indywidualnie
| Medal  | Zawodnik        | Czas      |
| Złoto  | Kutre Dulecha   | 13:00 min |
| Srebro | Zahra Ouaziz    | 13:00 min |
| Brąz   | Margaret Ngotho | 13:00 min |

#### Drużynowo
| Medal  | Zawodnik | Punkty |
| Złoto  | Portugalia Carla Sacramento (7) Fernanda Ribeiro (10) Helena Sampaio (13) Marina Bastos (16)                           | 46 pkt |
| Srebro | Etiopia Kutre Dulecha (1) Yemenashu Taye (6) Getenesh Urge (17) Genet Gebregiorgis (31)                                | 55 pkt |
| Brąz   | Francja Fatima Maama-Yvelain (5) Yamna Oubouhou-Belkacem (11) Blandine Bitzner-Ducret (18) Rakiya Maraoui-Quetier (23) | 57 pkt |

### Juniorki

#### Indywidualnie
| Medal  | Zawodnik         | Czas      |
| Złoto  | Vivian Cheruiyot | 20:34 min |
| Srebro | Alice Timbilili  | 20:35 min |
| Brąz   | Viola Kibiwot    | 20:36 min |

#### Drużynowo
| Medal  | Zawodnik | Punkty |
| Złoto  | Kenia    | 12 pkt |
| Srebro | Etiopia  | 24 pkt |
| Brąz   | Japonia  | 78 pkt |

## Tabela medalowa
| Miejsce | Kraj              | Złoto | Srebro | Brąz | Razem |
| 1.      | Kenia             | 7     | 4      | 6    | 17    |
| 2.      | Etiopia           | 3     | 7      | 0    | 10    |
| 3.      | Portugalia        | 1     | 0      | 1    | 2     |
| 4.      | Belgia            | 1     | 0      | 0    | 1     |
| 5.      | Maroko            | 0     | 1      | 1    | 2     |
| 6.      | Uganda            | 0     | 0      | 1    | 1     |
| 6.      | Stany Zjednoczone | 0     | 0      | 1    | 1     |
| 6.      | Francja           | 0     | 0      | 1    | 1     |
| 6.      | Japonia           | 0     | 0      | 1    | 1     |